# 스티븐 그레이
스티븐 그레이(Stephen Gray, 1666년 12월 – 1736년 2월 7일)는 전기 전도를 체계적으로 실험한 최초의 영국 염색공이자 천문학자였다. 1729년 그의 연구까지는 단순한 정전기 발생과 정전기 현상(전기 충격, 플라즈마 글로우 등)에 대한 연구에 중점을 두었다. 또한 처음으로 전도와 절연을 구별했으며, 정전기 유도의 원거리 작용 현상을 발견했다.